# Трговинско–угоститељска школа „Тоза Драговић” Крагујевац
Трговинско–угоститељска школа „Тоза Драговић” једна је од средњих школа у Крагујевцу. Налази се у улици Саве Ковачевића 25.

## Историјат
Трговинско–угоститељска школа „Тоза Драговић” је основана 1949. године када је Градски народни одбор донео одлуку о отварању школе ученика у привреди. Почела је са радом 1950. када је имала три одељења која су била организована у три струке: трговинска, металопрерађивачка и мешовито одељење. Временом је број ученика растао и настале су три самосталне школе на три различите локације. После бројних реорганизација, Министарство просвете је донело одлуку да се сазида нова заједничка школа која је 1966—1967. почела са радом као Школа ученика у привреди „Тоза Драговић” на садашњој локацији. Ученици су се образовали за занимања из следећих струка: металопрерађивачка, трговачка, електро, личне услуге, текстилна, кожарска, месарска, прехрамбена, хемијска и грађевинска. До 1977. године нису имали статус средње школе већ школе за образовање квалификованих радника када постаје средња стручна школа. После реорганизација и реформи 1994—1995. добија статус Трговинско–угоститељска школа. Школска зграда је реконструисана 2015. године и од тада садржи девет учионица опште намене, кабинет информатике, пет кабинета кулинарства, услуживања и посластичарства, двадесет и један кабинет природних и друштвених наука, библиотеку, медијатеку, фискултурну салу и игралиште. Данас броји 726 ученика у двадесет и осам одељења, сто петнаест запослених, наставног и ваннаставног особља. Садрже образовне профиле Фризер, Модни кројач, Техничар дизајна одеће, Туристички техничар, Хотелијерско–ресторатерски техничар, Кулинарски техничар, Угоститељски техничар, Трговински техничар, Кувар, Конобар, Посластичар и Трговац. Поред могућности ванредног школовања нуде и могућности преквалификације, доквалификације и специјализације. Садрже драмску, фолклорну, кулинарску и географску секцију и ученички парламент. 